# Microcèbe de Coquerel
Mirza coquereli
Espèce
Statut de conservation UICN

 EN A2c+3c+4c : En danger
Statut CITES
Le Microcèbe de Coquerel (Mirza coquereli) est une espèce de petit lémuriens nocturnes endémique à Madagascar. Cette espèce porte le nom de l'entomologiste français Charles Coquerel.
On peut le trouver dans les régions de Madagascar ayant des forêts sèches à feuilles caduques.
Ce lémurien est actif toute l'année ; contrairement aux microcèbes vrais (genre Microcebus), il n'hiberne pas mais se nourrit de larves d'hémiptères en saison froide. C'est une espèce arboricole, qui se nourrit de fruits, de fleurs et de petits animaux comme des insectes et des araignées. Il est pour sa part largement victime des hiboux.
Cette espèce a été le seul membre du genre Mirza, jusqu'en 2005, quand une deuxième espèce, le Microcèbe géant du Nord (M. zaza), a été décrite.